# Església de San Gregorio Magno (Roma)
L'església de San Gregorio Magno és una església de Roma, al barri de la Magliana, a la plaça Certaldo.

## Descripció

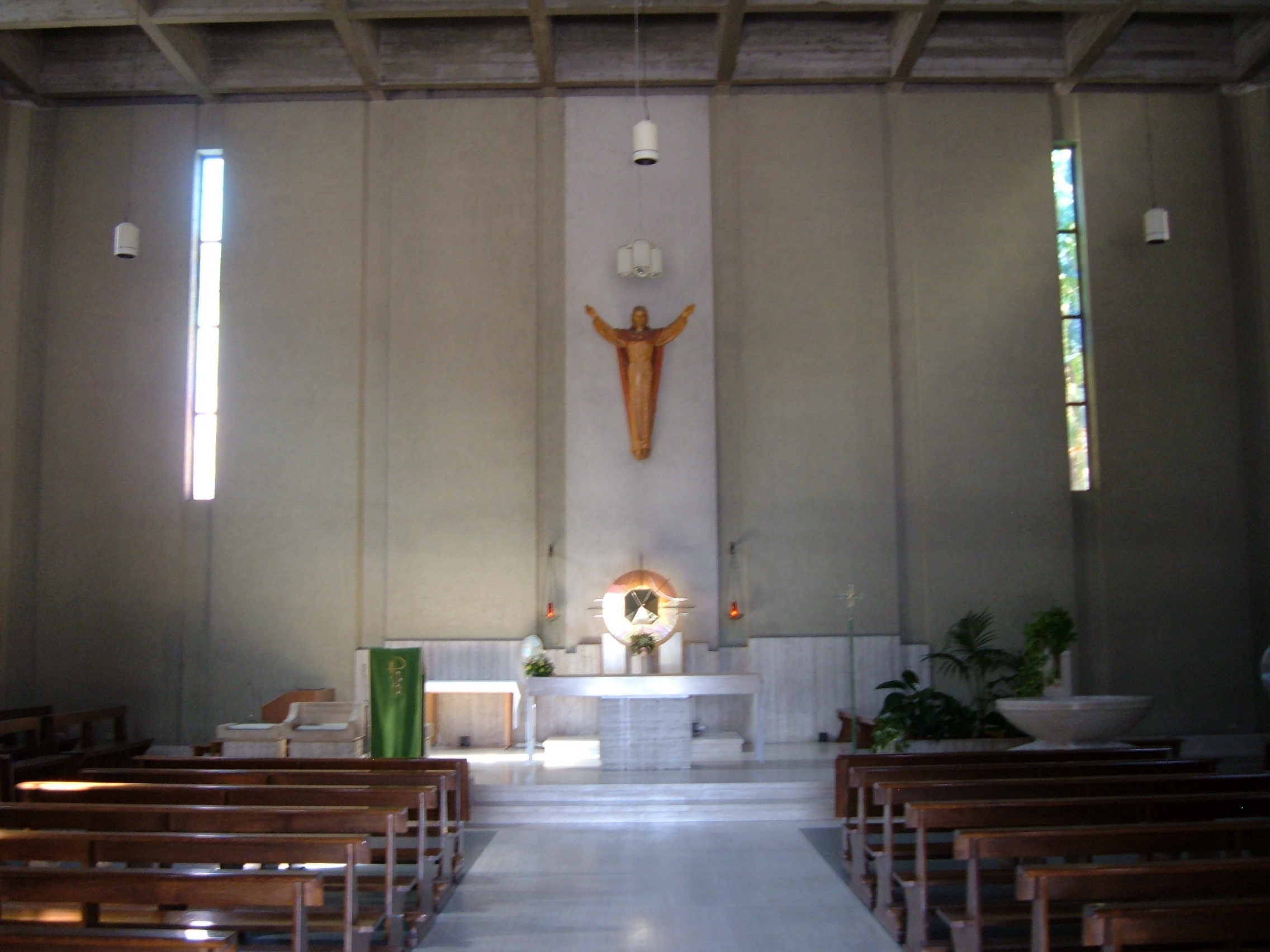
L'interior

Va ser construïda al segle xx a partir d'un disseny de l'arquitecte Aldo Aloysi. L'església està situada en una posició elevada respecte a la plaça del davant, i s'hi accedeix per una escala a l'esquerra. Construïda íntegrament amb formigó armat vist, l'església està flanquejada per un alt campanar, en el qual destaca una estàtua de Crist amb els braços estesos.
L'església és la seu de la parròquia del mateix nom, establerta el 14 de desembre de 1963 amb el decret del cardenal vicari Clemente Micara Neminem sane latet .
El títol cardenalici de "San Gregorio Magno alla Magliana Nuova" , instituït per Joan Pau II el 21 de febrer de 2001, està vinculat a l' església.
El 6 d'abril de 2014 va rebre la visita del Papa Francesc.

## Cardenals titulars
- Geraldo Majella Agnelo (21 de febrer de 2001 - 26 d'agost de 2023 mort)
- Jaime Spengler, O.F.M., des del 7 de desembre de 2024